# خوسيه أرتور دي ليما جونيور
خوسيه أرتور دي ليما جونيور (بالبرتغالية: José Artur de Lima Júnior‏) هو لاعب كرة قدم برازيلي في مركز الوسط، ولد في 11 مارس 1996 في برومادو في البرازيل. لعب مع كولومبوس كرو ونادي ساو باولو.

## وصلات خارجية
- خوسيه أرتور دي ليما جونيور على موقع الدوري الأمريكي (الإنجليزية)
- خوسيه أرتور دي ليما جونيور على موقع قاعدة بيانات كرة القدم.إي يو (الإنجليزية)
- خوسيه أرتور دي ليما جونيور على موقع Soccerbase.com (لاعب) (الإنجليزية)
- خوسيه أرتور دي ليما جونيور على موقع Soccerway.com (الإنجليزية)
- خوسيه أرتور دي ليما جونيور على موقع عالم كرة القدم.نت (الإنجليزية)